# Capela de São Sebastião (Tavira)
A Capela de São Sebastião, também designada por Ermida de São Sebastião, fica situada na antiga freguesia de Santiago, na cidade de Tavira, próxima ao Quartel da Atalaia. A data da sua construção não é certa mas, em 1723 já há registo da sua existência, talvez situada no local de uma pequena ermida.
Pensa-se que a sacristia poderá representar o que resta da capela original uma vez que a decoração é muito mais sóbria e pouco tem que ver com a do resto da capela.
Em 1745, a ermida foi reedificada, devendo-se esta reconstrução aos pedreiros Diogo Tavares de Ataíde e Manuel Aleixo, tendo custado 600$000 réis. Também em 1745 a Câmara Municipal adjudicou a obra de carpintaria da capela a Jacinto Pacheco, de Tavira, por 580$000 réis.
Em 1753 o rei D. José I determina que o rendimento do terrado da Feira de S.Sebastião passe a reverter perpetuamente para a Confraria da Igreja de S.Sebastião (formada por oficiais da Câmara Municipal de Tavira). Graças a este rendimento foi possível, em 1759, encomendar ao pintor Diogo Magina a obra do "doirado do Senhor S.Sebastião", a pintura do altar-mor, assim como os dez painéis que representam cenas da vida do Santo e os dois anjos tocheiros estofados junto ao arco-cruzeiro. Sabe-se que foram pagos ao pintor local 225$000 réis e por isto pensa-se que terá também sido este o responsável pelo resto da exuberante decoração barroca da capela, em especial o marmoreado fingido das paredes e as telas ao longo da nave única.
Foi considerada "Imóvel de valo concelhio" por decreto de 29 de setembro de 1977. Encontrando-se encerrada e em progressivo estado de abandono em 1993 foi somente em 2007 que foi alvo de grandes obras de conservação e restauro, possibilitando a utilização da capela (propriedade da Câmara Municipal) como auditório musical, para além de estar aberta para visitas turísticas.
Destaca-se a série de dez telas sobre a vida do santo, considerada a mais completa recriação pictórica sobre a sua vida que existe na arte portuguesa.

## Galeria
- Capela-mor
- Capela lateral
- Série de telas com a vida de São Sebastião